# Asociación Alemana de Deportes Aéreos

Pendón de la DLV

La Asociación Alemana de Deportes Aéreos (en alemán: Deutscher Luftsportverband, o DLV e. V.) fue una organización creada por el Partido Nazi en marzo de 1933 para establecer una base uniforme para el entrenamiento de pilotos militares. Su presidente fue Hermann Göring y su vicepresidente Ernst Röhm.

## Historia
Dado que el Tratado de Versalles prohibió oficialmente a Alemania la construcción de aviones de combate de cualquier tipo, la Asociación Alemana de Deportes Aéreos usó planeadores para entrenar a hombres todavía oficialmente civiles para la futura Luftwaffe. Los primeros pasos hacia la formación de la Luftwaffe se realizaron apenas unos meses después de que Adolf Hitler llegara al poder. Hermann Göring, un as de la Primera Guerra Mundial con 22 victorias y titular de la Orden Pour le Mérite, se convirtió en Comisario Nacional de aviación con el exdirector de la Deutsche Luft Hansa, Erhard Milch, como su suplente. El 25 de marzo de 1933, la Asociación Alemana de Deportes Aéreos absorbió a todas las organizaciones privadas y nacionales, manteniendo su título de "deporte". En abril de 1933 se estableció el Reichsluftfahrtministerium (MAR - Ministerio del Aire del Reich). El MAR estuvo a cargo del desarrollo y la producción de aeronaves, y poco después el lugar de prueba o Erprobungsstelle en Rechlin se convirtió en su campo de pruebas, un campo de aviación militar que se estableció por primera vez en agosto de 1918. El control de Göring sobre todos los aspectos de la aviación se convirtió en absoluto.
La Asociación Alemana de Deportes Aéreos se disolvió en 1937 y fue reemplazada por el Cuerpo Nacionalsocialista de Aviadores, una corporación de derecho público y subordinada al Reichsluftfahrtminister Göring.

## Insignias
| Insignia del hombro | Insignia del cuello | Rango DLV                    | Traducción          | Equivalente Luftwaffe |
| ------------------- | ------------------- | ---------------------------- | ------------------- | --------------------- |
|                     |                     | Rango DLV                    | Traducción          | Equivalente Luftwaffe |
|                     |                     | Minister                     | Ministro            | General               |
|                     |                     |                              |                     |                       |
|                     |                     | Fliegerchef                  | Jefe de aviación    | Generalleutnant       |
|                     |                     |                              |                     |                       |
|                     |                     | Fliegevizechef               | Subjefe de aviación | Generalmajor          |
|                     |                     |                              |                     |                       |
|                     |                     | Kommodore                    | Comodoro            | Oberst                |
|                     |                     |                              |                     |                       |
|                     |                     | Vizekommodore                | Vicecomodoro        | Oberstleutnant        |
|                     |                     |                              |                     |                       |
|                     |                     | Kommandant                   | Comandante          | Major                 |
|                     |                     |                              |                     |                       |
|                     |                     | Kapitän                      | Capitán             | Hauptmann             |
|                     |                     |                              |                     |                       |
|                     |                     | Schwarmführer                | Teniente primero    | Oberleutnant          |
|                     |                     |                              |                     |                       |
|                     |                     | Kettenführer                 | Teniente            | Leutnant              |
|                     |                     |                              |                     |                       |
|                     |                     | Oberflugmeister              | Sargento mayor      | Oberfeldwebel         |
|                     |                     |                              |                     |                       |
|                     | Flugmeister         | Sargento                     | Feldwebel           |                       |
|                     |                     |                              |                     |                       |
|                     | Unterflugmeister    | Bajo sargento                | Unterfeldwebel      |                       |
|                     |                     |                              |                     |                       |
|                     | Oberfliegerführer   | Suboficial                   | Unteroffizier       |                       |
|                     |                     |                              |                     |                       |
|                     | Fliegerführer       | Líder de tropa               | Hauptgefreiter      |                       |
|                     |                     |                              |                     |                       |
|                     | Hiltsfliegerführer  | Asistente del líder de tropa | Obergefreiter       |                       |
|                     |                     |                              |                     |                       |
|                     | Oberflieger         | Soldado primero              | Gefreiter           |                       |
|                     |                     |                              |                     |                       |
|                     | Flieger             | Soldado                      | Flieger             |                       |